# Voltaire Gazmin

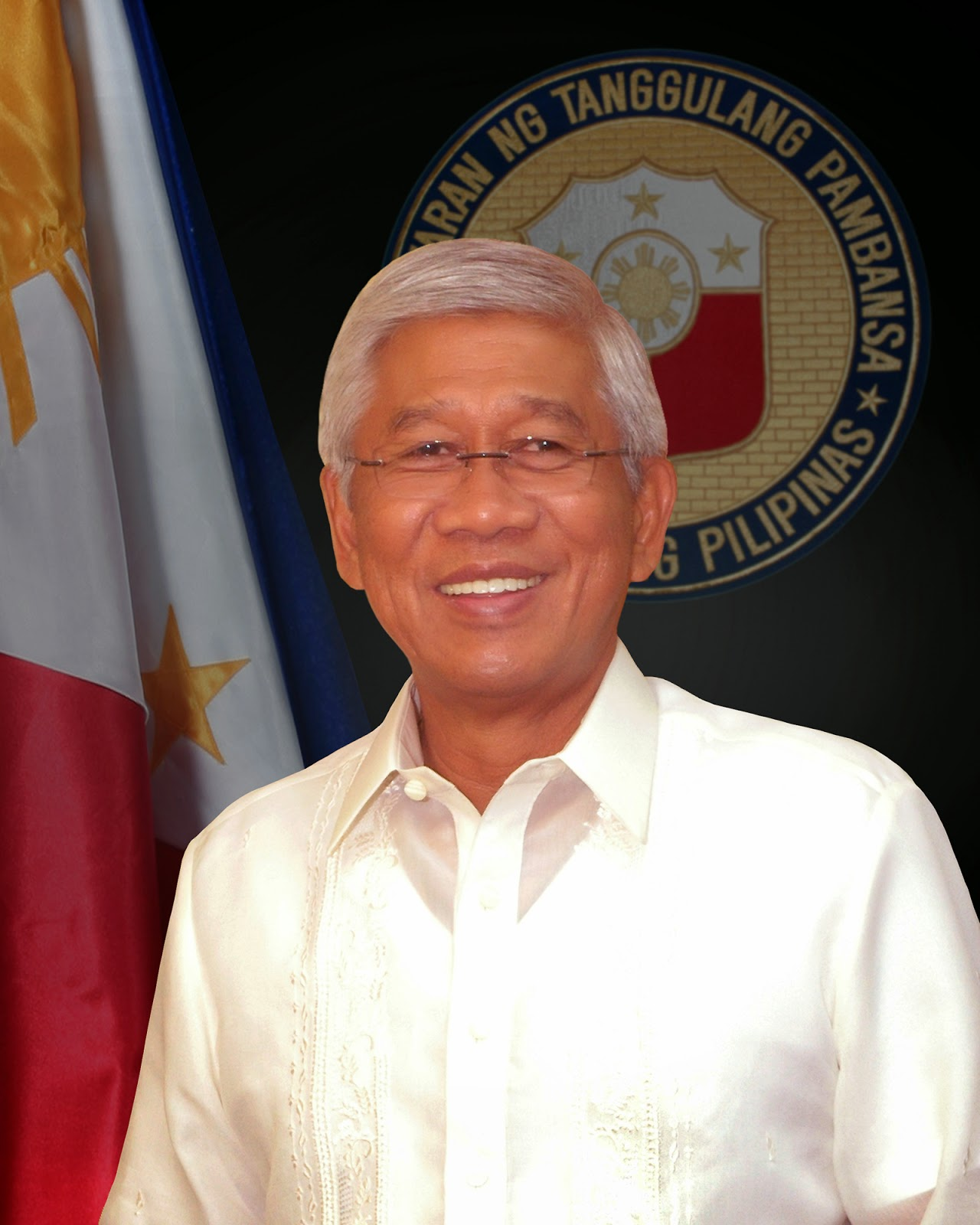
Voltaire Gazmin (2013)

Voltaire T. Gazmin (* 22. Oktober 1944 in Moncada, Provinz Tarlac) ist ein ehemaliger philippinischer Generalleutnant und Politiker.

## Biografie
Gazmin war ein Sohn des Brigadegenerals Segundo L. Gazmin, Sr. und dessen Ehefrau Petra T. Gazmin sowie ein Patensohn des früheren Senators Benigno Aquino, Jr. Nach dem Abschluss der UP High School 1957 studierte er zwei Jahre Chemie an der Universität der Philippinen. Stattdessen entschied er sich dann jedoch für eine Militärkarriere und besuchte von 1963 bis zum Abschluss 1968 die Philippine Military Academy.
Gazmins Einsatz für die Streitkräfte der Philippinen (Armed Forced of Philippines) begann auf der Militärbasis Fort Magsaysay in der Provinz Nueva Ecija. 1973 war er dort als Oberleutnant nach der Verhaftung Aquinos aufgrund des durch Diktator Ferdinand Marcos verhängten Kriegsrechts dessen Wärter im Gefängnis.
Später war er zwischen dem 1. März 1986 und dem 29. Juni 1992 im Rang eines Obersts Kommandeur der Sicherheitsgruppe (Presidential Security Group) der damaligen Präsidentin Corazon Aquino. Während der Amtszeit von Präsident Joseph Estrada war er Verteidigungsattaché an der Botschaft in den Vereinigten Staaten und zuletzt als Generalleutnant Kommandierender General des Heeres und damit Armeechef der AFP und trat danach in den Ruhestand. Später wurde er zum Botschafter in Kambodscha ernannt.
Nach der Wahl 2010 wurde Voltaire Gazmin am 30. Juni 2010 von Präsident Benigno Aquino III. zum Verteidigungsminister (Secretary of National Defense) in dessen Kabinett berufen. Unmittelbar nach seinem Amtsantritt ordnete er eine unparteiische Untersuchung wegen der Verwendung öffentlicher Mittel aus dem Verteidigungsetat und die Entlassung einer hochrangigen Mitarbeiterin durch seinen Amtsvorgänger Norberto Gonzales an. Dieser hatte zuvor wegen Kritik an der Mittelverwendung die Oberste Buchhalterin des Verteidigungsministeriums, Leticia Coronel-Obnimago, entlassen.
Gazmin heiratete 1969 Rhodora Hernandez. Seit 1982 ist er als Freimaurer aktiv.